# Języki retoromańskie

Języki retoromańskie

Języki retoromańskie – grupa języków romańskich, używanych przez około 700 tys. osób, przede wszystkim Retoromanów zamieszkujących okolice włoskiego miasta Udine oraz Alpy we Włoszech i Szwajcarii.
Dawniej dialekty retoromańskie często traktowano jako lokalne odmiany jednego języka retoromańskiego. Działania podejmowane w celu standaryzacji języka i wprowadzane prawodawstwo chroniące mniejszości językowe świadczą jednak o tym, że w ramach dialektów retoromańskich wyłaniają się trzy odrębne języki standardowe:
1. romansz (Szwajcaria, głównie kanton Gryzonia),
2. ladyński (Włochy, centralne Dolomity – Tyrol Południowy, prowincja Belluno),
3. furlański (friulski) (Włochy, region autonomiczny Friuli-Wenecja Julijska).

Co do związków genetycznych między językami romansz, ladyńskim i friulskim istnieją dwie główne teorie. Jedna z nich mówi, że mają wspólne pochodzenie i wywodzą się z istniejącego kiedyś jednego języka retoromańskiego. Według drugiej teorii trzy wymienione języki retoromańskie rozwijały się niezależnie, a pewne podobieństwa między nimi wynikają z tego, że zachowują dawne cechy dialektów północnowłoskich, do których kiedyś należały jako dialekty peryferyjne.
Językami retoromańskimi posługuje się coraz mniej osób, chociaż romansz jest jednym z języków urzędowych Szwajcarii (obok języków: francuskiego, niemieckiego i włoskiego), ladyński i furlański zostały oficjalnie uznane przez władze włoskie, a Friulowie cieszą się w swoim regionie autonomią.